# Bambosoda
Les bambusodes (Bambosodae) són una supertribu de les de les bambusòidies.

## Tribus i genères
- Tribu bambúsia

Aquesta tribu comprèn els bambús pròpiament dits, amb canyes llenyoses molt dures. Hi ha 93 gèneres, distribuïts en diverses subtribus:
- Subtribu Artrostilidina

Comprèn 13 gèneres: Actinocladum, Alvimia, Apoclada, Arthrostylidium, Athroostachys, Atractantha, Aulonemia (Matudacalamus), Colanthelia, Elytrostachys, Glaziophyton, Merostachys, Myriocladus, Rhipidocladum.
- Subtribu Arundinarina

Comprèn 17 gèneres: Acidosasa, Ampelocalamus, Arundinaria, Borinda, Chimonocalamus, Drepanostachyum,Himalayacalamus, Fargesia, Ferrocalamus, Gaoligongshania, Gelidocalamus, Indocalamus, Oligostachyum, Pseudosasa, Sasa, Thamnocalamus, Yushania.
- Subtribu Bambusina

Comprèn 10 gèneres: Bambusa (Dendrocalamopsis), Bonia (Monocladus), Dendrocalamus (Klemachloa, Oreobambos, Oxynanthera or Sinocalamus), Dinochloa, Gigantochloa, Holttumochloa, Kinabaluchloa (Maclurochloa, Soejatmia), Melocalamus, Sphaerobambos, Thyrsostachys.
- Subtribu Chusqueina

Comprèn 1 gènere: Chusquea.
- Subtribu Guaduina

Comprèn 5 gèneres: Criciuma, Eremocaulon, Guadua, Olmeca, Otatea.
- Subtribu Melocannina

Comprèn 9 gèneres: Cephalostachyum, Davidsea, Leptocanna, Melocanna, Neohouzeaua, Ochlandra, Pseudostachyum, Schizostachyum, Teinostachyum.
- Subtribu Nastina

Comprèn 6 gèneres: Decaryochloa, Greslania, Hickelia, Hitchcockella, Nastus, Perrierbambus.
- Subtribu Racemobambodina

Comprèn un gènere: Racemobambos (Neomicrocalamus, Vietnamosasa)
- Subtribu Shibataeina

Comprèn 9 gèneres: Chimonobambusa, Hibanobambusa, Indosasa, Phyllostachys, Qiongzhuea, Semiarundinaria (Brachystachyum), Shibataea, Sinobambusa, Temburongia (incertae sedis).
- Tribu Guaduellia

Hi ha un gènere: Guaduella.
- Tribu Puelia

Hi ha un gènere: Puelia.